# Echsenbach
Echsenbach – gmina targowa w Austrii, w kraju związkowym Dolna Austria, w powiecie Zwettl. Według Austriackiego Urzędu Statystycznego liczyła 1 229 mieszkańców (1 stycznia 2014).